# Jazz Gillum
William McKinley Gillum (* 11. September 1904 in Indianola, Mississippi; † 29. März 1966 in Chicago, Illinois), bekannt als Jazz Gillum, war ein US-amerikanischer Blues- und Hokum-Musiker. Neben Sonny Boy Williamson I. war er der populärste Mundharmonikaspieler im Chicago der 1930er Jahre.
Wie B. B. King in Indianola geboren, brachte sich Gillum das Spielen auf der Blues Harp selbst bei. Nachdem er mit 7 Jahren von seinem Ziehvater weggelaufen war, verbrachte er die nächsten Jahre bei Verwandten in Charleston, Mississippi, wo er jobbte und an Straßenecken musizierte.
1923 ging er nach Chicago. Hier trat er häufig mit dem Gitarristen Big Bill Broonzy auf. 1934 machte Gillum seine ersten Aufnahmen.
In den 1930er und 1940er Jahren erschien er sowohl unter eigenem Namen wie auch als Begleitmusiker auf vielen von Lester Melrose produzierten Platten. Nach dem Ende von Bluebird Records war auch Gillums Karriere vorbei. 1961 machte er noch einmal Aufnahmen mit Memphis Slim.
Jazz Gillum starb 1966 durch einen Kopfschuss bei einer Streiterei.